# Нуклеопорин 160
Нуклеопорин 160 (Nup160) — белок, который у человека кодируется геном NUP160.
NUP160 это одни из более чем 60 белков, которые образуют комплекс ядерной поры 120-MD. Этот белковый комплекс опосредует ядерный транспорт.

## Примечание
1. 1 2 3  GRCh38: Ensembl release 89: ENSG00000030066 - Ensembl, May 2017
2. 1 2 3  GRCm38: Ensembl release 89: ENSMUSG00000051329 - Ensembl, May 2017
3. ↑  Ссылка на публикацию человека на PubMed: Национальный центр биотехнологической информации, Национальная медицинская библиотека США.
4. ↑  Ссылка на публикацию мыши на PubMed: Национальный центр биотехнологической информации, Национальная медицинская библиотека США.
5. ↑  Vasu S., Shah S., Orjalo A., Park M., Fischer W.H., Forbes D.J. Novel vertebrate nucleoporins Nup133 and Nup160 play a role in mRNA export (англ.) // Journal of Cell Biology[англ.] : journal. — 2001. — October (vol. 155, no. 3). — P. 339—354. — doi:10.1083/jcb.200108007. — PMID 11684705. — PMC 2150853.
6. 1 2  Entrez Gene: NUP160 nucleoporin 160kDa.